# St. Jakob-Park
Lo stadio Sankt Jakob-Park () di Basilea è il più grande stadio della Svizzera.

## Storia
Inaugurato nel 2001 in sostituzione del vecchio St. Jakob Stadium, demolito nel 1998, solitamente fa da scenario alle partite del Basilea nel campionato svizzero. Unitamente allo stadio Vienna è stato scelto per le partite più importanti dell'Europeo di calcio 2008. Durante Euro 2008 ospita le gare del Gruppo A della Svizzera più due quarti di finale e una semifinale. La UEFA ha conferito quattro stelle al St. Jakob-Park, il massimo riconoscimento per uno stadio con circa 30.000 posti a sedere. Ora lo stadio è in grado di accogliere 42 500 tifosi ed è quindi il più grande della Svizzera. Lo stadio, al cui interno è presente un grosso centro commerciale, ha ospitato la finale della UEFA Europa League 2015-2016, vinta dal Siviglia per 3-1 sul Liverpool.

## Partite di competizioni internazionali svoltesi nello stadio

### Campionato Europeo UEFA Under-21 2002
- Italia -  Portogallo 1-1 (Gruppo 1, 17 maggio)
- Italia -  Inghilterra 2-1 (Gruppo 1, 20 maggio)
- Svizzera -  Italia 0-0 (Gruppo 1, 22 maggio)
- Francia -  Svizzera 2-0 (Semifinale, 25 maggio)
- Francia -  Rep. Ceca 0-0,3-1 d.c.r. (Finale, 28 maggio)

### UEFA Euro 2008
- Svizzera -  Rep. Ceca 0-1 (Gruppo A, gara inaugurale, 7 giugno)
- Svizzera -  Turchia 1-2 (Gruppo A, 11 giugno)
- Svizzera -  Portogallo 2-0 (Gruppo A, 15 giugno)
- Portogallo -  Germania 2-3 (Quarto di finale, 19 giugno)
- Paesi Bassi -  Russia 1-3 d.t.s., (Quarti di finale, 21 giugno)
- Germania -  Turchia 3-2 (Semifinale, 25 giugno)

## Galleria d'immagini

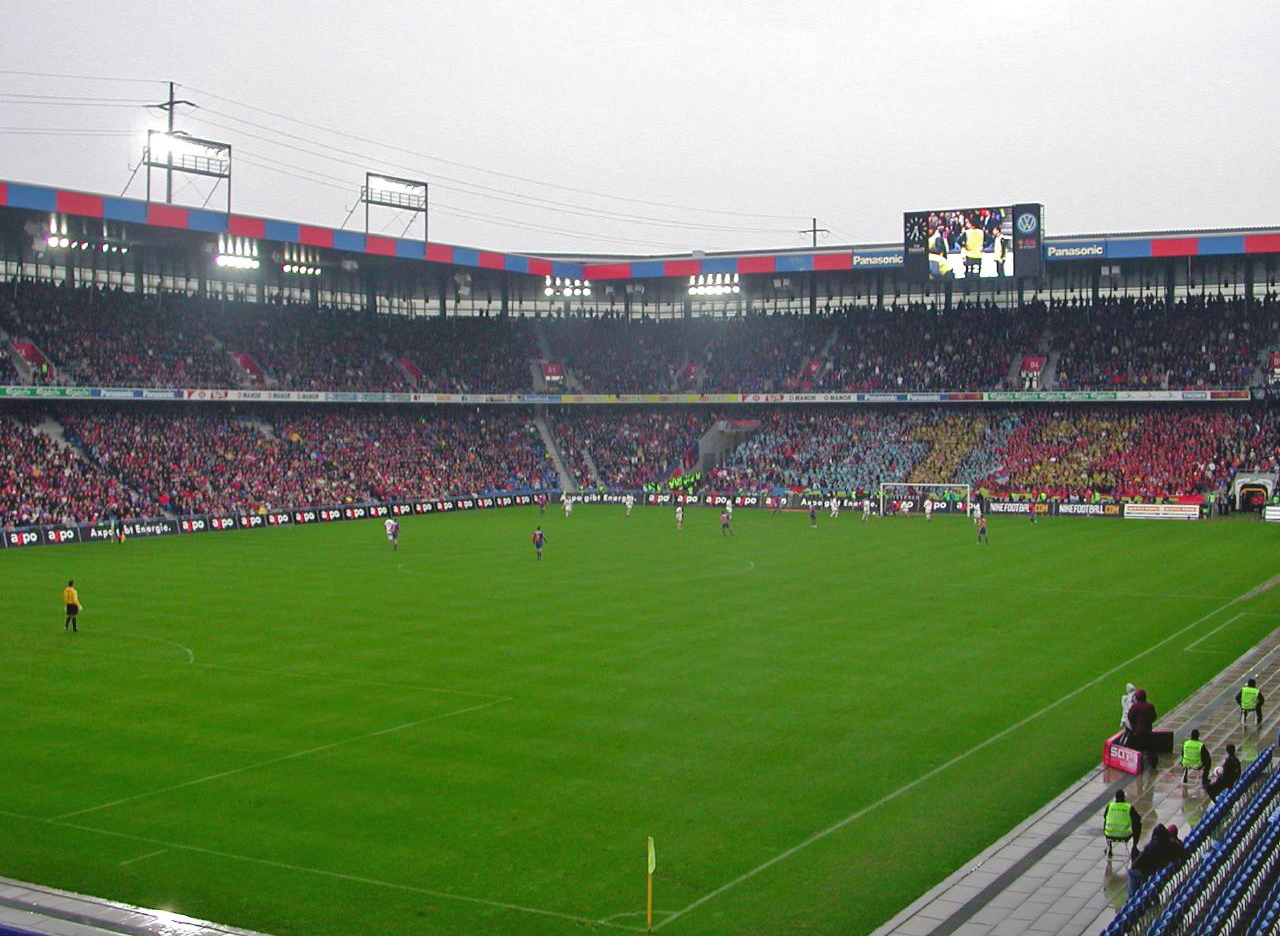
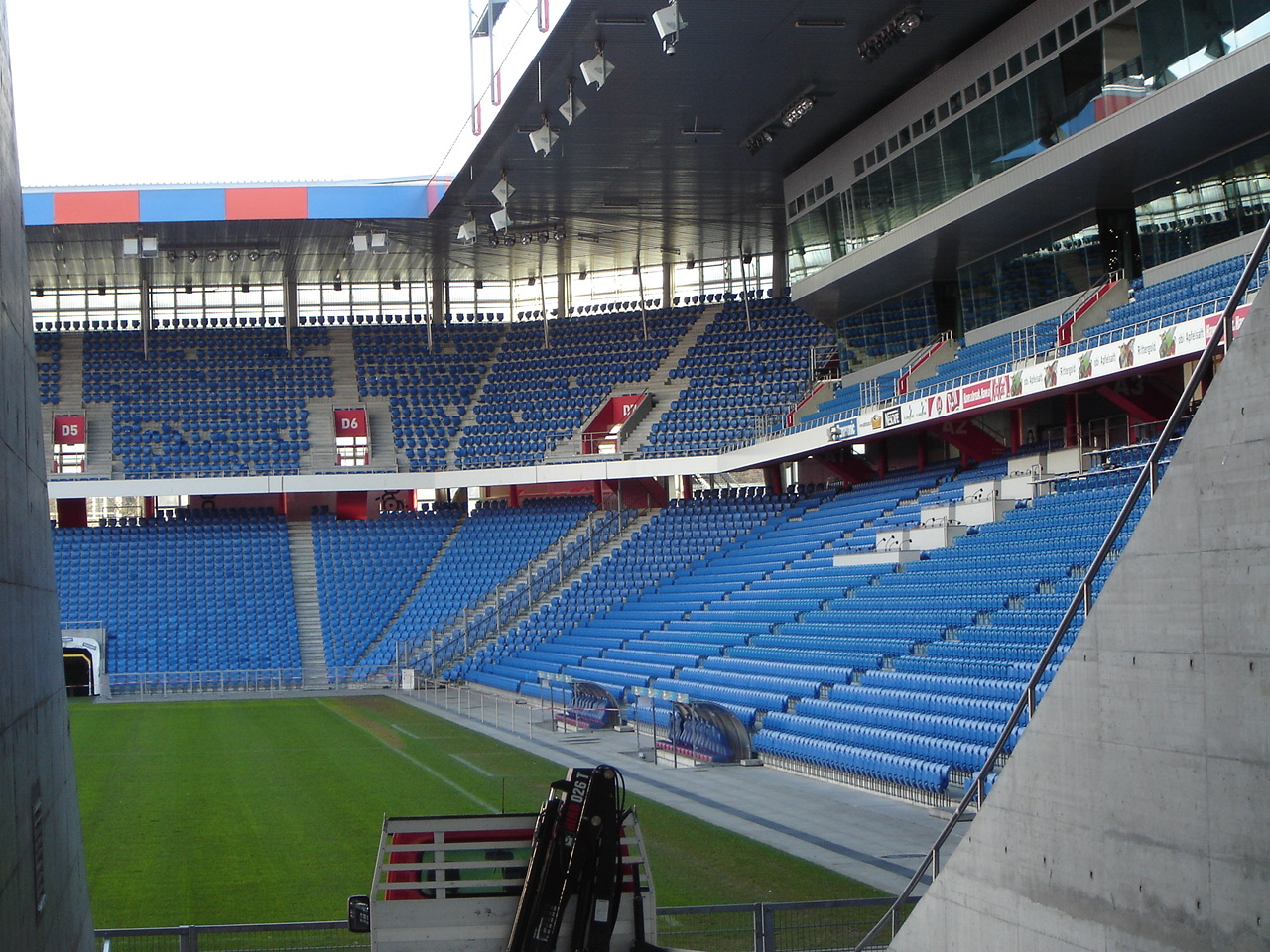
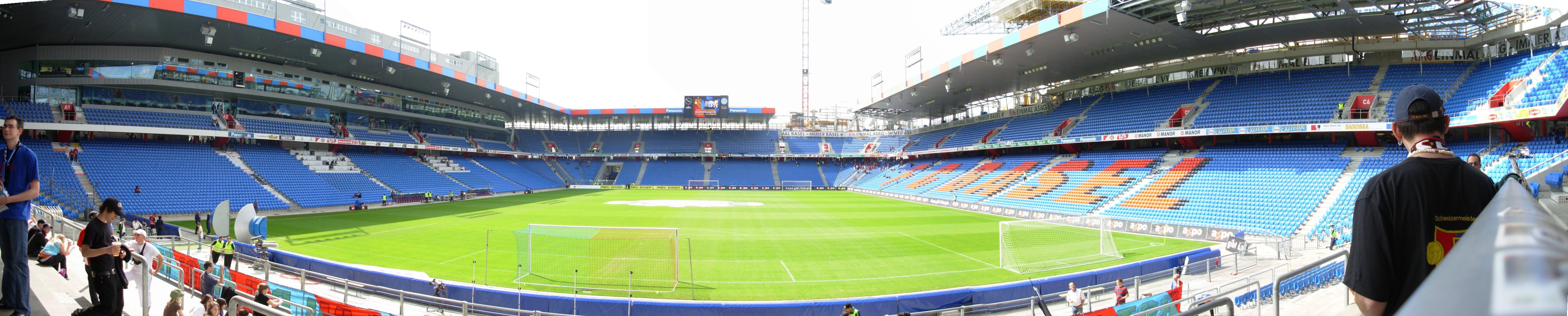
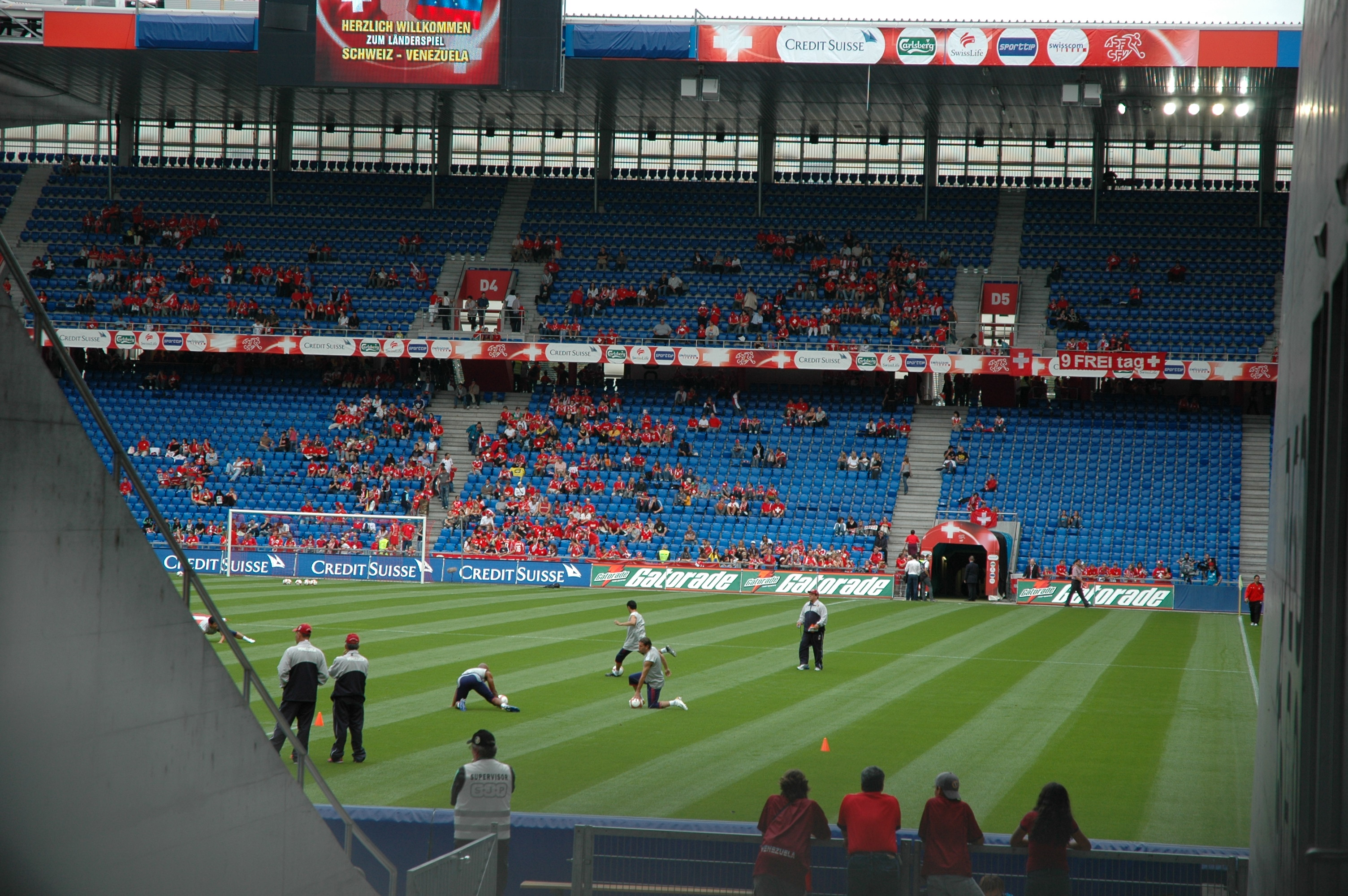